# Estação Acaraú
A Estação Acaraú é uma estação ferroviária pertencente ao Ramal Mairinque-Santos da antiga EFS.
Foi inaugurada em 1938 e localiza-se no município de São Vicente-SP.
É possível acessar ela por uma estrada de terra, que começa na região do Ramal de Perequê, próximo a SP-055.
Chegou a receber os trens de passageiros da EFS e posteriormente da FEPASA, porém atualmente encontra-se desativada, e os trens de passageiros não circulam mais na linha desde 1997.
Na região também se localizava a Subestação Acaraú, que foi utilizada na época em que a linha era eletrificada, entre meados de 1966 e 1974.
Hoje em dia não recebe mais passageiros, porém a estação ainda existe e o seu uso é desconhecido. Na região só circulam trens de carga, e as casas que eram de funcionários da EFS que encontram-se atrás da estação possuem moradores.